# Partido Municipalista Brasileiro
O Partido Municipalista Brasileiro (PMB) foi um partido político brasileiro fundado em 1985 pelo pastor evangélico e advogado Armando Corrêa sob registro provisório, utilizando o número eleitoral 26. Sua principal proposta era a do municipalismo, ou seja, da maior autonomia aos municípios brasileiros.

## 1985-1988: eleições disputadas
Em sua curta história, o PMB disputou as eleições municipais de 1985 e 1988, tendo seu presidente, Armando Corrêa, como candidato à prefeitura da cidade de São Paulo em ambas - em 1985, tendo Carlos Yamashita como vice, ficou em penúltimo lugar, com apenas 4.187 votos; na eleição seguinte, desta vez com José Vieira como companheiro de chapa, obteve 4.251 votos e ficou em 11º lugar.
Disputou ainda as eleições gerais de 1986, apoiando Paulo Maluf na disputa pelo governo de São Paulo. Antes, o partido recebeu em seus quadros o deputado federal paranaense José Alencar Furtado, numa decisão que surpreendeu muita gente, pois o parlamentar, detentor de 4 mandatos eletivos, havia sido um dos fundadores do PMDB. Furtado, que teve o apoio do PDT, concorreu ao governo estadual, ficando em segundo lugar, com 797.292 votos. O partido elegeu 1 senador: Antônio Farias, pelo estado de Pernambuco, que veio a falecer no exercício do mandato, em 1988, tendo a vaga herdada pelo suplente Ney Maranhão.
Em 1988, teve 52 prefeitos eleitos, sendo 45 eleitos em estados do Nordeste, onde o partido possuía ampla base de apoio: os estados com mais prefeitos eleitos foram Pernambuco (com 18 prefeitos eleitos), Ceará (15 eleitos), e Bahia (com 9 prefeitos eleitos).

## Eleição presidencial de 1989
Para a eleição presidencial de 1989, Armando Corrêa seria o candidato do PMB, sem chances técnicas de ser eleito. O vice em sua chapa foi o bancário maranhense Agostinho Linhares de Souza. Em suas propostas de governo, Corrêa defendia a de descentralização da administração nas grandes cidades, com a nomeação de prefeitos individuais para cada bairro de município brasileiro, a de implantação de um imposto único nacional e a da universidade aberta para todos. Em 30 de outubro, às vésperas da eleição, Corrêa cedeu sua candidatura para o apresentador de televisão e empresário Silvio Santos, que procurava uma legenda para a disputa, embora fosse filiado ao PFL, que seria a primeira opção de Silvio para o pleito, mas teria que enfrentar a resistência de Aureliano Chaves, o candidato oficial do partido à presidência. Ao justificar a sua renúncia da candidatura em favor de Silvio Santos, Corrêa alegou que o apresentador teria chances reais de ganhar as eleições e traria grandes subsídios ao partido.  No PMB, o maior articulador para que Sílvio Santos fosse candidato pelo partido foi o deputado estadual do Paraná José Felinto, primeiro-secretário da executiva nacional do partido.
A candidatura contou com o apoio de uma parte de políticos do PFL, como Hugo Napoleão e Edison Lobão, que chegaram a procurar Armando Corrêa para que ele abrisse mão da candidatura, dando lugar a Silvio Santos, que teria como vice o senador paraibano Marcondes Gadelha. O acordo foi feito e em algumas pesquisas do primeiro turno, o apresentador figurava entre os mais votados. Em seus programas, Silvio dizia que seu nome não constava na cédula, e pedia aos eleitores para que marcassem no quadrado "26-Corrêa".
Em 9 de novembro de 1989, o Tribunal Superior Eleitoral cassou o registro do PMB, por não ter realizado o número mínimo de convenções regionais exigidas por lei (fez convenções em apenas cinco estados, enquanto que o número exigido era de nove), e impugnou a candidatura de Sílvio Santos. Em 13 de novembro, Armando Corrêa entrou com um mandado de segurança para tentar anular a decisão do TSE, mas não obteve sucesso. Sua linha de ação foi pedir o adiamento da eleição e a revisão de sua candidatura, alegando que o TSE tomara como base para extinguir o PMB a Lei Orgânica dos Partidos, já revogada.
No início de 1990, Armando Correa declarou que esperava que Sílvio Santos concorresse ao governo do estado de São Paulo na legenda do PMB e que até as eleições já teria resolvido o problema da cassação do partido. No entanto, o TSE negou o pedido de Corrêa de um novo registro provisório. Com a extinção do PMB, os políticos filiados ao partido se filiaram principalmente ao Partido da Frente Liberal (PFL), o Partido Democrático Social (PDS), o Partido Trabalhista Brasileiro (PTB) e o Partido do Movimento Democrático Brasileiro (PMDB). Com a extinção do partido, Armando Corrêa filiou-se ao PFL e, posteriormente, ao PTB.
Para as eleições municipais de 1992, ex-integrantes do partido juntaram-se novamente para criar o Partido Municipalista Social Democrático (PMSD), que elegeu apenas um prefeito (José Luiz Alves, no município fluminense de Rio Bonito) naquele ano, além de ter apoiado a candidatura de Cesar Maia à prefeitura da cidade do Rio de Janeiro.

## Desempenho Eleitoral

### Eleições Presidenciais
| Ano  | Candidato(a) a Presidente | Candidato a Vice-Presidente | Coligação     | Votos                 | %    | Colocação |
| ---- | ------------------------- | --------------------------- | ------------- | --------------------- | ---- | --------- |
| 1989 | Silvio Santos (PMB)       | Marcondes Gadelha (PMB)     | Sem coligação | Candidatura impugnada | 0,00 | N/A       |
| 1989 | Armando Corrêa (PMB)      | Agostinho Linhares (PMB)    | Sem coligação | 4.363                 | 0,01 | 22º       |